# Candida
Candida és un gènere de fongs ascomicots de l'ordre dels sacaromicetals (Saccharomycetales). Moltes espècies són llevats inofensius, comensals o endosimbionts d'hostes diversos incloent els humans, però altres espècies, o espècies inofensives en posició equivocada, poden causar malalties.
Candida albicans pot causar infeccions (candidiasi) especialment en pacients immunodeprimits. En la vinificació, algunes espècies de Candida poden provocar falles (defectes) en els vins.
Moltes espècies es troben en la microbiota intestinal, incloent-hi Candida albicans en hostes mamífers, d'altres tenen a insectes com a hostes.